# Adam Smith's America
Adam Smith's America: How a Scottish Philosopher Became an Icon of American Capitalism är en fackbok från 2022 skriven av Glory M. Liu om den skotske ekonomen och filosofen Adam Smith.

## Kritisk mottagning
Wall Street Journal skrev "Boken har undertiteln 'Hur en skotsk filosof blev en ikon för amerikansk kapitalism', men man kommer inte till den del där Smith blir den kapitalistiska ikonen förrän i det näst sista kapitlet. Det som ligger i mitten är i grunden en historia om Adam Smiths mottagande i Europa och Amerika. Som ett historiskt verk har boken sina fördelar."